# IC 3908
IC 3908 est une galaxie spirale barrée située dans la constellation de la Vierge. Sa vitesse par rapport au fond diffus cosmologique est de 1 630 ± 24 km/s, ce qui correspond à une distance de Hubble de 24,0 ± 1,7 Mpc (∼78,3 millions d'al). Elle a été découverte par l'astronome américain DeLisle Stewart en 1899.
La classe de luminosité de IC 3908 est IV et elle présente une large raie HI. La luminosité de cette galaxie dans l'infrarouge lointain (de 40 à 400 µm)  est égale à 9,12 × 109 {\displaystyle L_{\odot }} (109,96{\displaystyle L_{\odot }}) et sa luminosité totale dans l'infrarouge (de 8 à 1 000 µm) est de 1,17 × 1010 {\displaystyle L_{\odot }} (1010,07{\displaystyle L_{\odot }}).
En raison d'une brillance de surface égale à 14,05 mag/am2, on peut qualifier IC 3908 de galaxie à faible brillance de surface (LSB en anglais pour low surface brightness). Les galaxies LSB sont des galaxies diffuses (D) avec une brillance de surface inférieure de moins d'une magnitude à celle du ciel nocturne ambiant.

## Distance d'IC 3908
À ce jour, sept mesures non basées sur le décalage vers le rouge (redshift) donnent une distance de 21,871 ± 2,430 Mpc (∼71,3 millions d'al), ce qui est à l'intérieur des valeurs de la distance de Hubble.
Cependant, toutes les galaxies du groupe de NGC 4697, à l'exception de deux (UGCA 310 et MCG -1-33-82) présentent des distances de Hubble qui sont supérieures aux distances obtenues par des méthodes indépendantes du décalage vers le rouge. La distance de Hubble moyenne des galaxies est égale à 25,3 ± 2,5 Mpc (∼82,5 millions d'al) et celle des 15 galaxies qui ont trois mesures indépendantes et plus est de 17,4 ± 4,1 Mpc (∼56,8 millions d'al). Selon ces deux valeurs, ce groupe se dirige vers le centre de l'amas de la Vierge en direction opposée de la Voie lactée.

## Groupe de NGC 4697
IC 3908 fait partie du groupe de NGC 4697. Ce groupe de galaxies compte au moins 19 galaxies dont NGC 4697, NGC 4731, NGC 4775, NGC 4941, NGC 4948, NGC 4951 et NGC 4958.
Le groupe de NGC 4697 fait partie de l'amas de la Vierge.